# Matteo Felli
Matteo Felli (Cremona, 15 agosto 1988) è un giocatore di football americano italiano, kicker dei Seamen Milano e della Nazionale Italiana con cui si è laureato campione d'Europa nel 2021.

## Carriera

### Club
Dopo aver giocato per diversi anni a calcio, nel 2016 è ingaggiato dai Panthers Parma, coi quali si laurea campione d'Italia nel 2021.
Nel novembre 2022 firma con i Seamen Milano con cui disputerà la ELF 2023.

### Nazionale
Il 31 ottobre 2021 si laurea campione d'Europa con la Nazionale italiana dopo aver battuto la Nazionale svedese nella finale del campionato europeo per 41-14.

## Palmarès

### Nazionale
- Campionato europeo di football americano: 1

Europa 2021

### Club
- Campionato italiano di football americano: 1

Panthers Parma: 2021